# Dhamuri, Basavakalyan
Dhamuri là một làng thuộc tehsil Basavakalyan, huyện Bidar, bang Karnataka, Ấn Độ.